# Trite ornata
Trite ornata är en spindelart som beskrevs av William Joseph Rainbow 1915. Trite ornata ingår i släktet Trite och familjen hoppspindlar. Inga underarter finns listade i Catalogue of Life.